# NGC 4778
NGC 4778 (NGC 4759B) je spiralna galaktika u zviježđu Djevici. Naknadno je utvrđeno da je NGC 4759B ista galaktika.

## Vanjske poveznice
- (engl.) SEDS: NGC 4778
- (engl.) Revidirani Novi opći katalog
- (engl.) Izvangalaktička baza podataka NASA-e i IPAC-a
- (engl.) Astronomska baza podataka SIMBAD
- (engl.) VizieR